# Zapalicznik

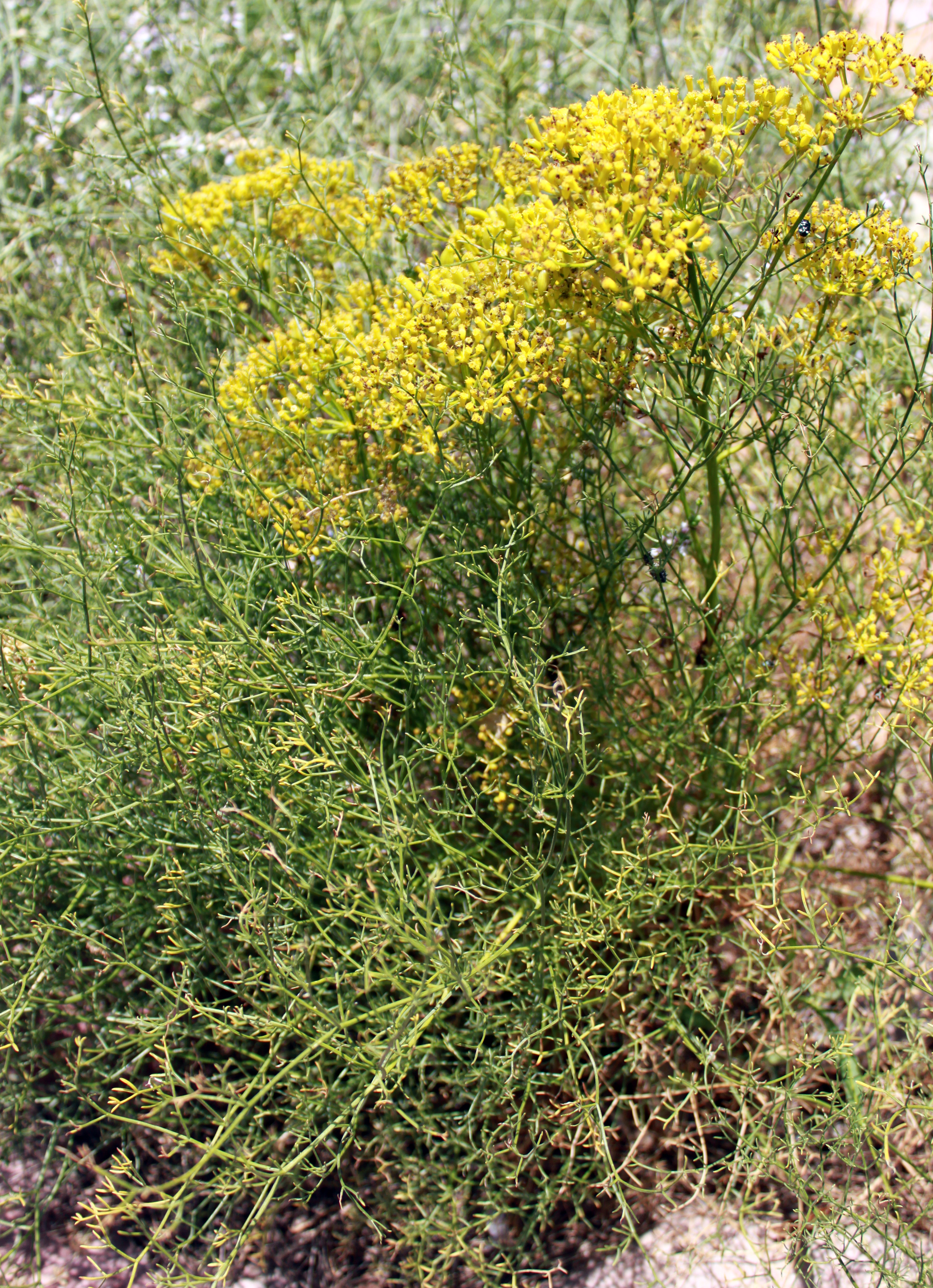
Ferulago ternatifolia

Zapalicznik (Ferulago) – rodzaj roślin z rodziny selerowatych. Obejmuje 48 gatunków. Zasięg rodzaju obejmuje kraje basenu Morza Śródziemnego, południową i wschodnią część europejskiej części Rosji, Kaukaz, południowo-zachodnią Azję po Pakistan na wschodzie. We florze Polski brak przedstawicieli, najdalej na północ do Europy Środkowej sięgają zapalicznik polny i zapalicznik leśny rosnące na Podolu. W Europie rośnie 9 gatunków z tego rodzaju.
Niektóre gatunki wykorzystywane są w medycynie ludowej.

## Morfologia
PokrójByliny o pędach nagich lub owłosionych.
LiścieOgonkowe, pierzasto podzielone 3–4-krotnie. Odcinki liści od włosowato cienkich do szeroko lancetowatych.
KwiatyZebrane w baldaszki, a te w baldachy złożone, pod którymi są liczne pokrywy i pokrywki, całobrzegie, nitkowate do trójkątniekolistych. Ząbki kielicha z trójkątnymi ząbkami, zwykle drobnymi. Korona kwiatu z płatkami żółtymi, okrągławymi, na końcach wyciętymi i zagiętymi do środka kwiatu. Szyjki słupka odgięte.
OwoceNagie, eliptyczne lub odwrotnie jajowate, spłaszczone i ożebrowane rozłupki, żebra szerokie, boczne oskrzydlone, czasem żebra faliste.

## Systematyka
Rodzaj z podrodziny Apioideae z rodziny selerowatych Apiaceae. Jest blisko spokrewniony z rodzajem Prangos.
Wykaz gatunków
- Ferulago abbreviata C.C.Towns.
- Ferulago akpulatii Akalın & Gürdal
- Ferulago angulata (Schltdl.) Boiss.
- Ferulago antiochia Saya & Miski
- Ferulago armena (DC.) Bernardi
- Ferulago asparagifolia Boiss.
- Ferulago aucheri Boiss.
- Ferulago bernardii Tomk. & Pimenov
- Ferulago biumbellata Pomel
- Ferulago blancheana Post ex Boiss.
- Ferulago brachyloba Boiss. & Reut.
- Ferulago bracteata Boiss. & Hausskn.
- Ferulago carduchorum Boiss. & Hausskn.
- Ferulago cassia Boiss.
- Ferulago contracta Boiss. & Hausskn.
- Ferulago galbanifera (Mill.) W.D.J.Koch – zapalicznik polny
- Ferulago glareosa Kandemir & Hedge
- Ferulago granatensis Boiss.
- Ferulago humilis Boiss.
- Ferulago idaea Özhatay & Akalin
- Ferulago isaurica Peşmen
- Ferulago kurdica Post
- Ferulago lutea (Poir.) Grande
- Ferulago macedonica Micevski & E.Mayer
- Ferulago macrocarpa (Fenzl) Boiss.
- Ferulago macrosciadea Boiss. & Balansa
- Ferulago mughlae Peşmen
- Ferulago nodosa (L.) Boiss.
- Ferulago pachyloba (Fenzl) Boiss.
- Ferulago phialocarpa Rech.f. & Riedl
- Ferulago platycarpa Boiss. & Balansa
- Ferulago sandrasica Peşmen & Quézel
- Ferulago sartorii Boiss.
- Ferulago scabra Pomel
- Ferulago serpentinica Rech.f.
- Ferulago setifolia K.Koch
- Ferulago silaifolia (Boiss.) Boiss.
- Ferulago stellata Boiss.
- Ferulago subvelutina Rech.f.
- Ferulago sylvatica (Besser) Rchb. – zapalicznik zaroślowy
- Ferulago syriaca Boiss.
- Ferulago ternatifolia Solanas, M.B.Crespo & García-Martín
- Ferulago thirkeana Boiss.
- Ferulago thyrsiflora (Sm.) W.D.J.Koch
- Ferulago trachycarpa Boiss.
- Ferulago trojana Akalın & Pimenov
- Ferulago vesceritensis Coss. & Durieu ex Batt.
- Ferulago westii (Post) Pimenov & Kljuykov